# 三谷坂 (高野参詣道)
三谷坂（みたにざか）は、和歌山県かつらぎ町三谷の丹生酒殿神社を起点とし、笠松峠を通り町石道へ合流する高野参詣道の一つである。
高野参詣道の一つ「三谷坂（※丹生酒殿神社含む）」として、世界遺産「紀伊山地の霊場と参詣道」の構成資産に登録されている。

## 概要
三谷坂は高野参詣道の一つで、和歌山県かつらぎ町三谷の丹生都比売神の降臨地とされる丹生酒殿神社を起点とし、急坂の笠松峠を通り、同神の鎮座地とされる丹生都比売神社を経由し、町石道へ合流する。もしくは丹生都比売神社を経由せずに直接、町石道に合流する参詣道である。高野山へは、慈尊院を起点とする町石道を通るよりも距離が短く短時間での高野参詣が可能である。経路沿道には、空海（弘法大師）の伝承にかかわりある石造物が遺存する。
町石道から丹生都比売神社へ参詣するには迂回が必要となるため、丹生都比売神社への参詣道ともいわれ、起点の丹生酒殿神社辺りに住んでいた丹生都比売神社惣神主が丹生都比売神社へ往復するために通ったのが起源と伝わる。平安時代の高野山への表参道として整備され、かつて丹生都比売神社の神主や勅使が通る道として、よく利用された。別称として「三谷道」、あるいは丹生酒殿神社と丹生都比売神社を行き来するのに通ることから「天野道」、または1924年（大正13年）に、丹生都比売神社が官幣大社・正一位に昇格を記念する昇格報告祭で、勅使が通ったことから「勅使道」とも呼ばれることがある。平安時代院政期に白河上皇の第四皇子で仁和寺第四代門跡覚法法親王が、高野参詣道として三谷坂を利用したのが記録的には初見であり、高野参詣道の中でも参詣のために利用された歴史的起源を平安時代中期にまでさかのぼって検証できる道である。それ以前から紀の川と天野（丹生都比売神社）を往来する道として利用されていたが、参詣道として平安時代には既に開かれており、高野参詣道の中でも最古級であるといえる。高野参詣道として利用した記録として、覚法法親王の『御室御所覚法王親王高野山御参籠日記』があるが、その参籠日記に「三谷坂は木陰にして深き泥なし　道ほど近し　かたがた神妙の由　上下よろこびをなす」との記述がある。三谷の丹生酒殿神社と天野の丹生都比売神社とを結ぶ、急坂道の参詣道ではあるが、木陰があり水はけもよく道の状況が良かったことが参籠日記から読み取れる。高野山へは町石道に比べ、距離が短く、迂回すること無く丹生都比売神社に参詣でき、木陰があり水はけがよく、道の状態もよい事から、平安時代に高野参詣道としてよく利用されていた事がうかがえる。

## 道程
明治時代になり紀の川に架橋されるまで、京都方面から来た場合には紀の川の渡しを利用したことから、丹生酒殿神社近くの、紀の川中流の三谷津で下船し、丹生酒殿神社から三谷坂へ向かったとされる。現在も紀の川の堤防脇に丹生酒殿神社石碑が建ち、ここが実質的な起点となる。丹生酒殿神社に参拝した後、社殿の背後に位置する宮滝で水垢離による潔斎を行い三谷坂を登り始める。
宮滝を出て鋒立て岩・経文岩の少し先までは果樹園が広がり、休憩所と水場が設けられている頬切地蔵までは林道として舗装されている。区間最高地点となる笠松峠の前後は古道が途切れており、和歌山県道109号志賀三谷線に出る。その後再び山道へ戻ると、後は下りとなり、再度県道109号に抜けると丹生都比売神社へと至る。
現在、三谷坂を登る際にはJR和歌山線の妙寺駅が起点となり、紀の川に架かる三谷橋を渡り丹生酒殿神社を目指すことになる。また、下る場合には丹生都比売神社と笠田駅の間をかつらぎ町コミュニティバスが運行している（バスで丹生都比売神社へ先に行き、下ってくることも可）。

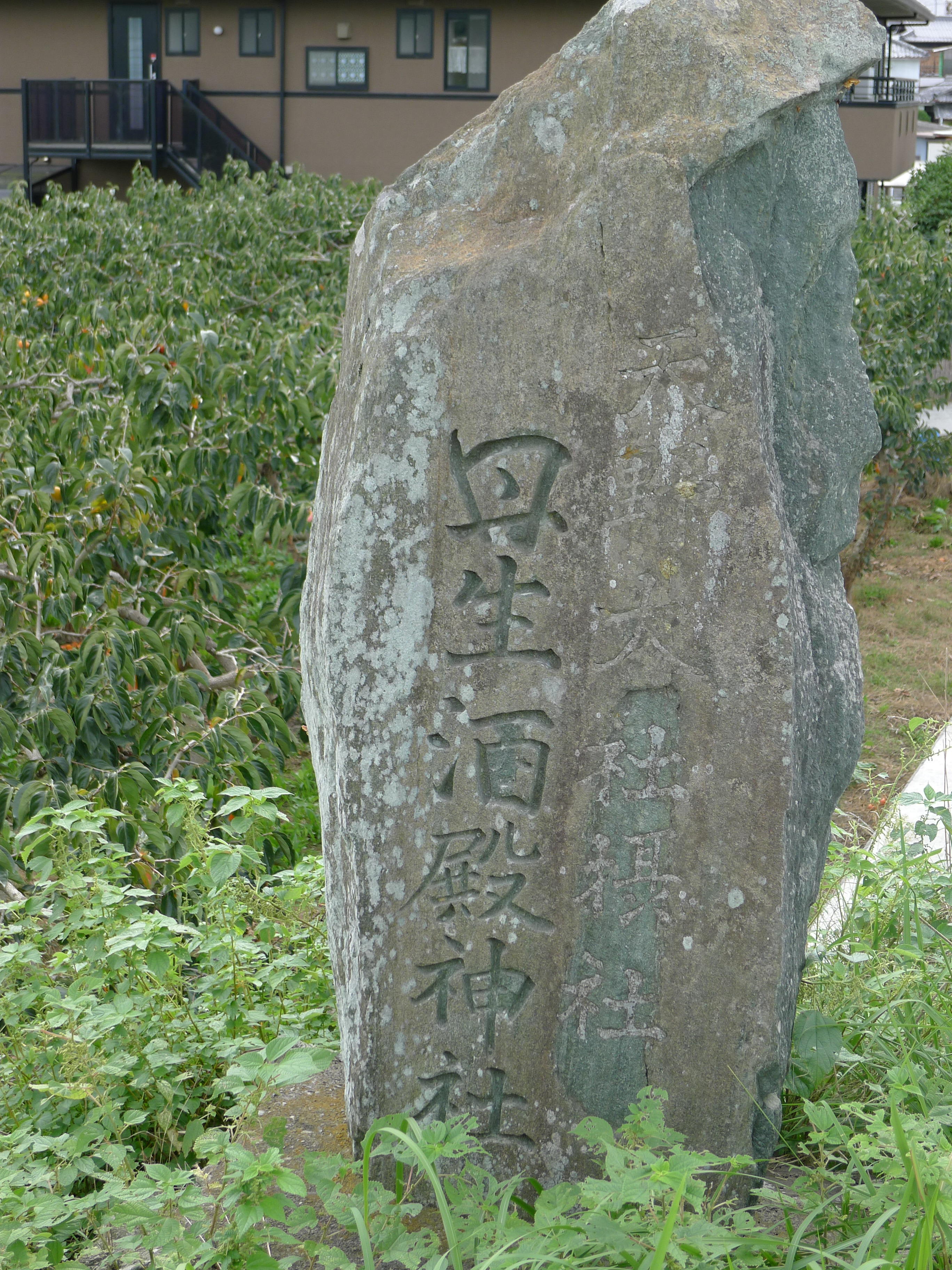
紀の川沿いの丹生酒殿神社参道碑
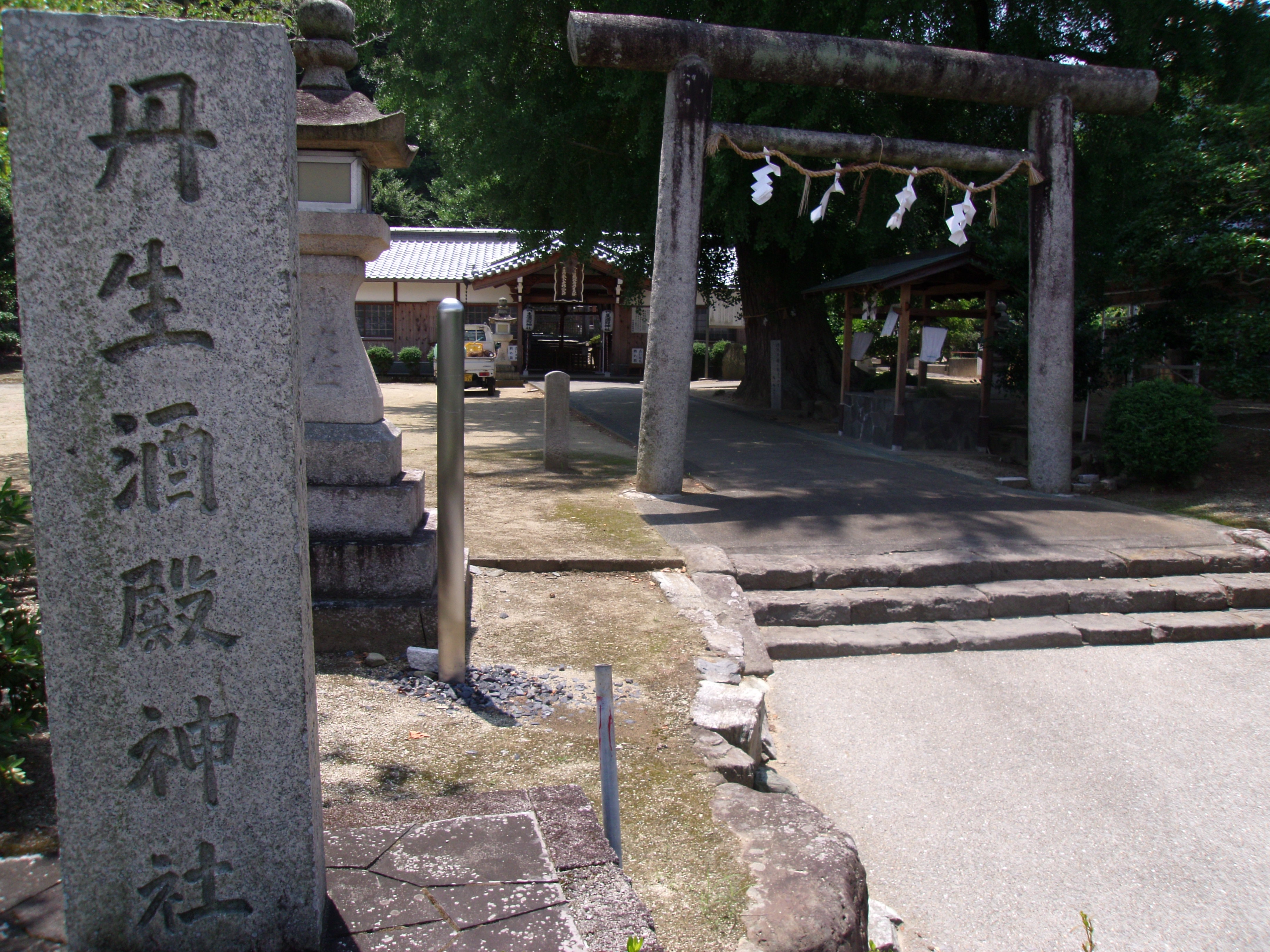
丹生酒殿神社
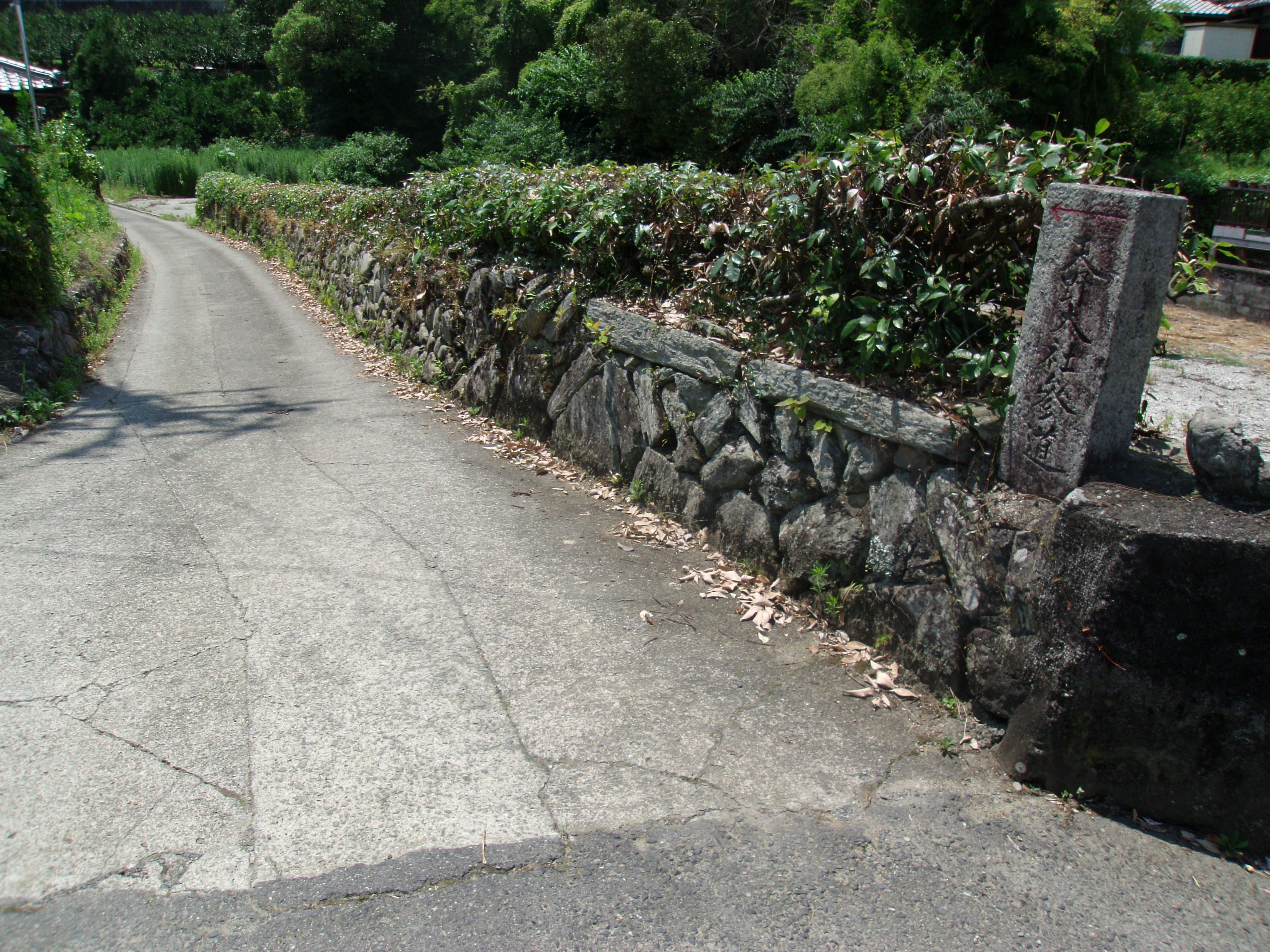
現在の三谷坂の起点
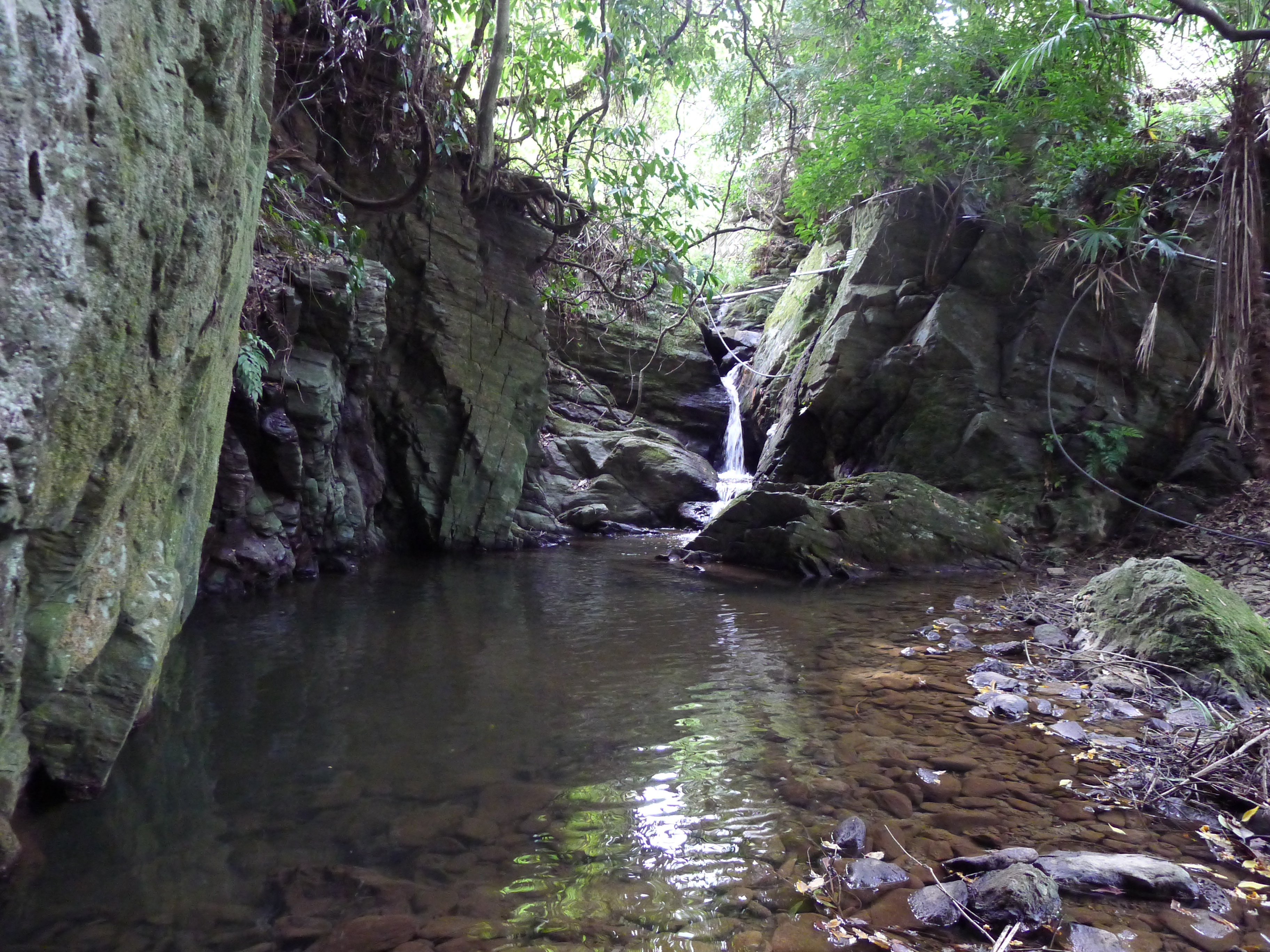
水垢離潔斎した宮滝
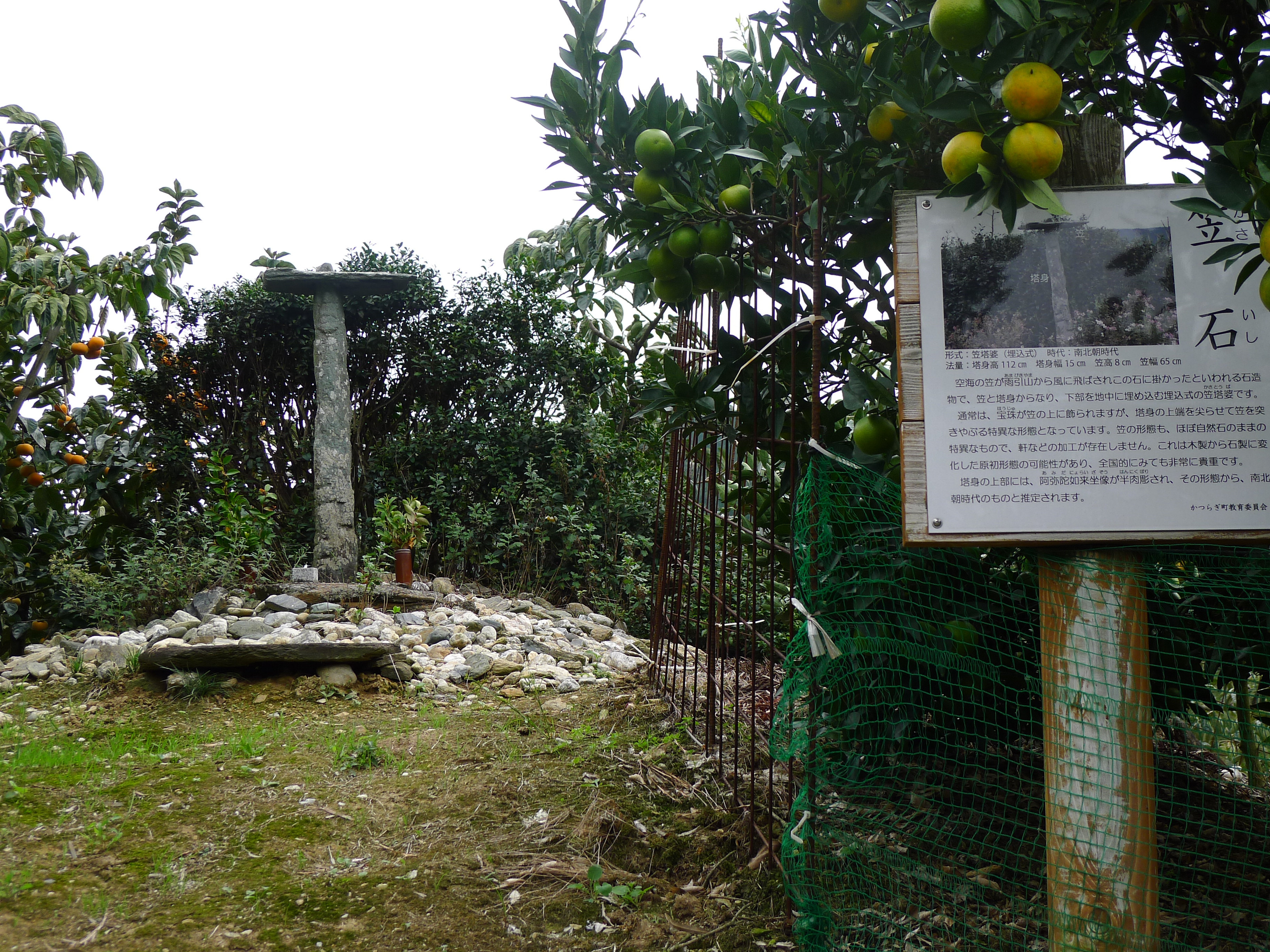
笠石
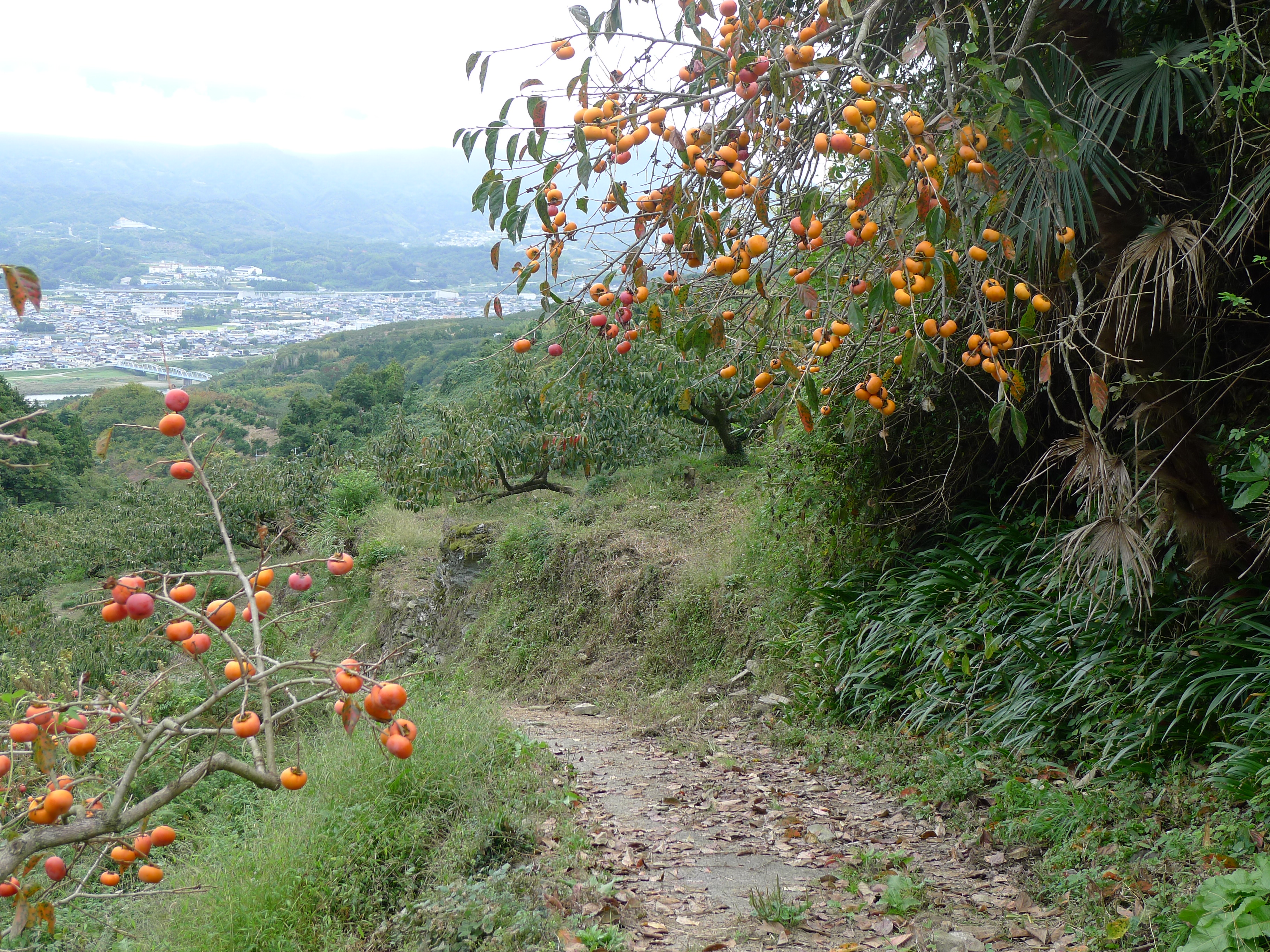
かつらぎ町と紀の川を一望
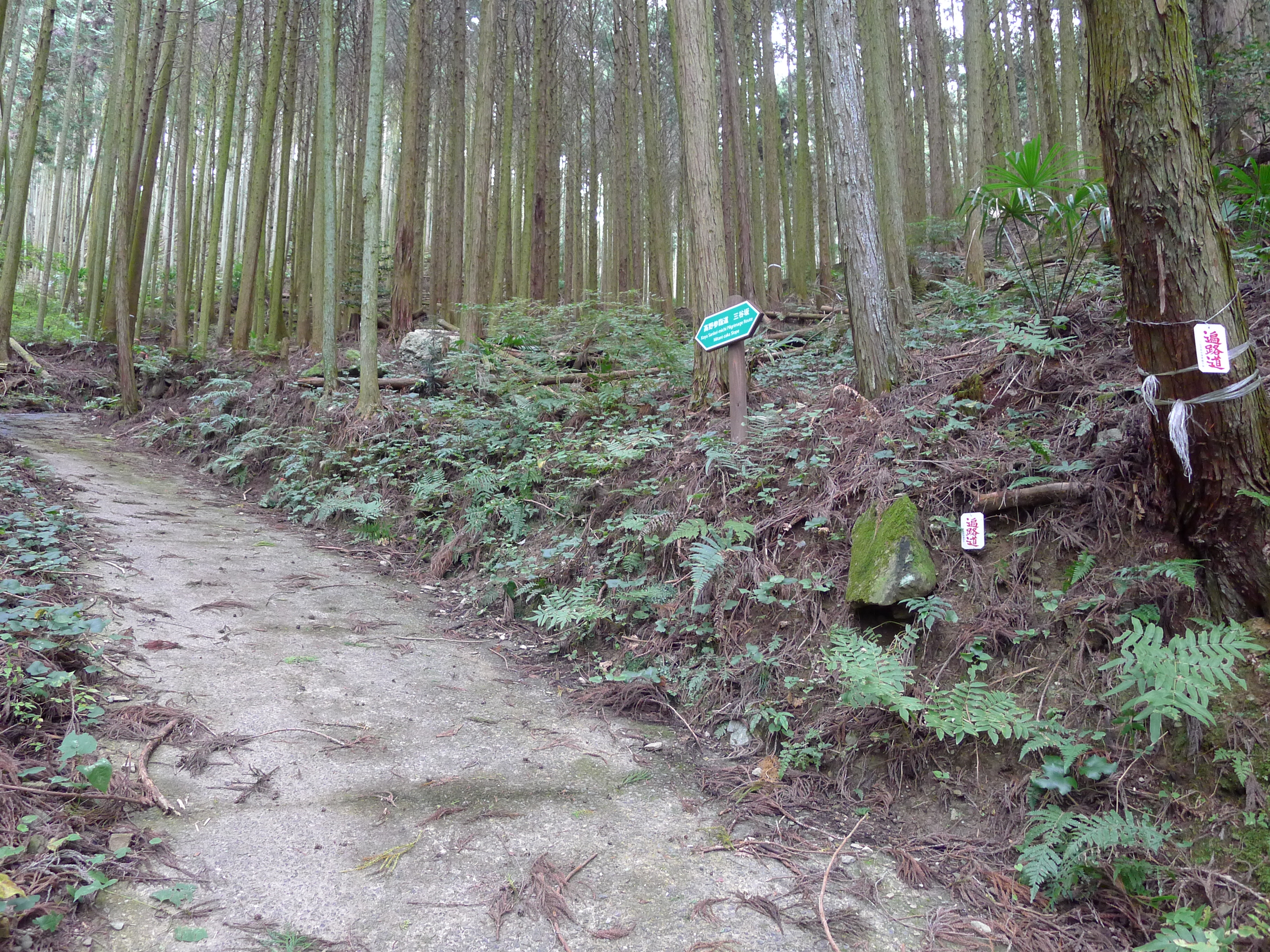
「遍路道」の表示
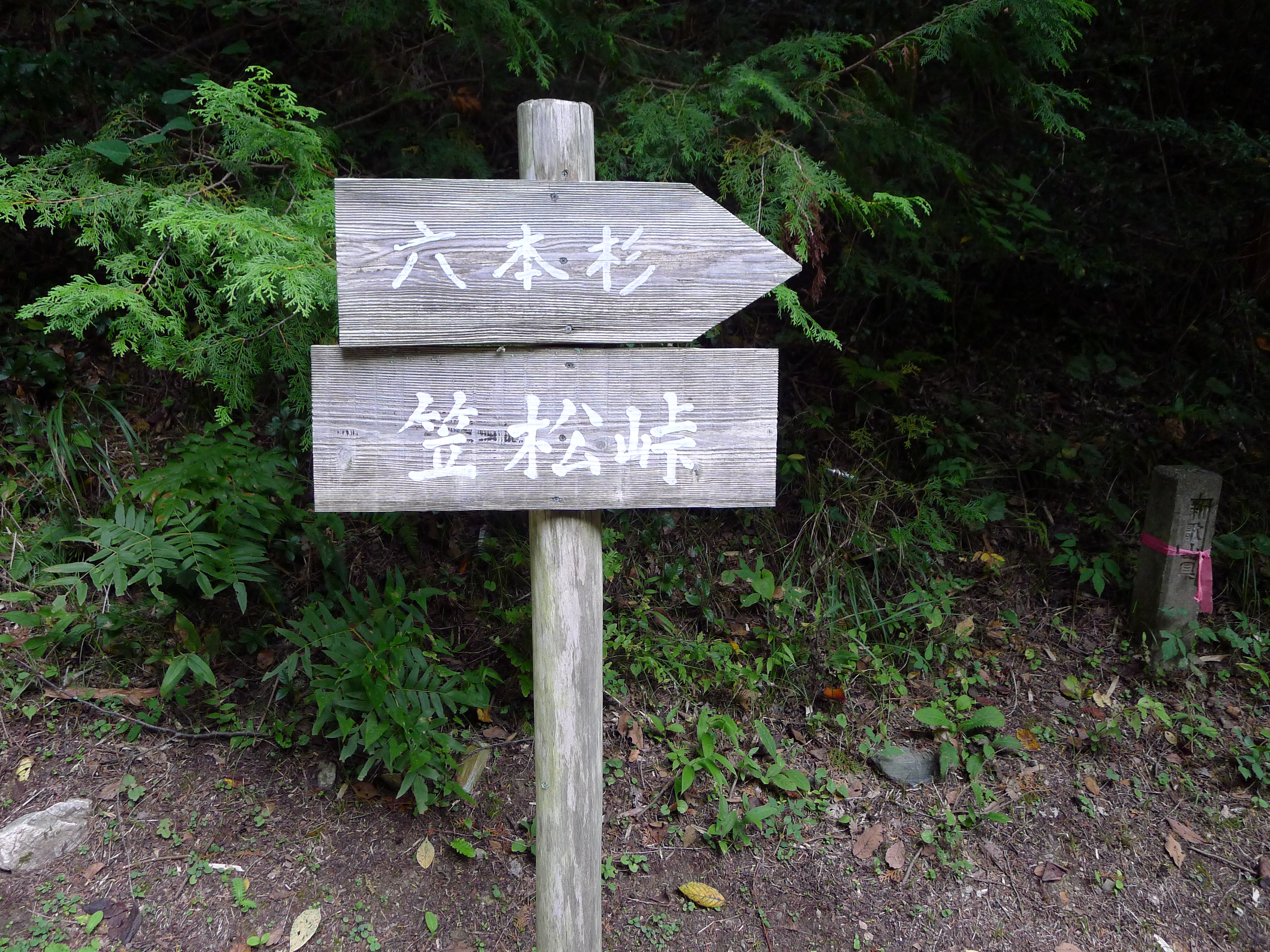
笠松峠
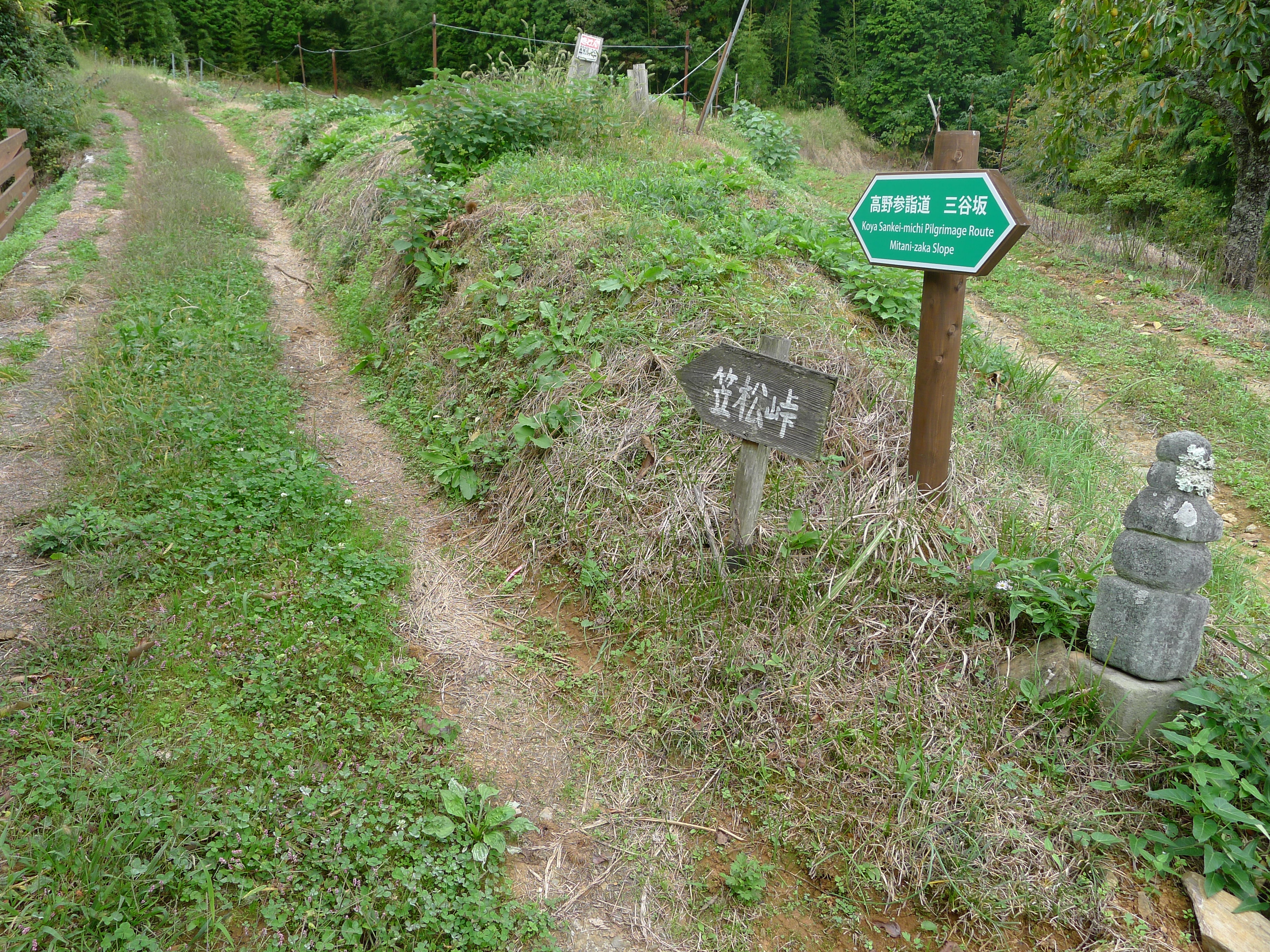
三谷坂の終端
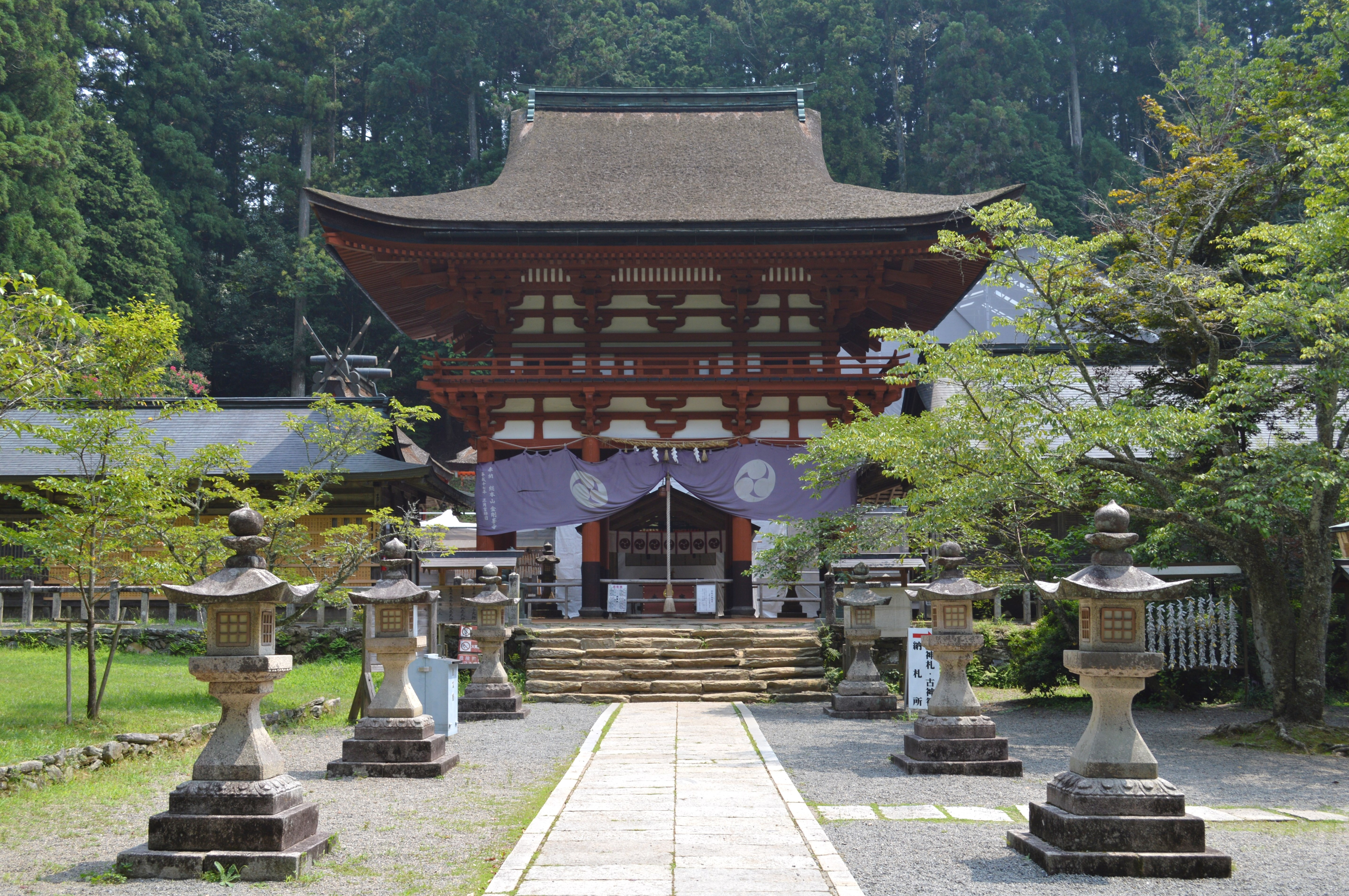
丹生都比売神社

## 沿道の主な名所
- 丹生酒殿神社：丹生都比売神が降臨した場所と伝わり、三谷坂の起点となる。境内のシンボルの大銀杏が紅葉時に境内を黄色に染める。境内後方の境内社の鎌八幡宮は、御神木に鎌を刺し願掛けすることで知られる（詳細は丹生酒殿神社参照）。
- 宮滝：丹生酒殿神社が丹生都比売神社に属していたころ、丹生都比売神社神主がこの滝でキュウリを供え神事を行い、神事後に供えられていたキュウリを村中の子供に食べさせると、疱瘡（天然痘）が軽くなったと伝わる。また紀伊続風土記には、宮ノ滝とも書かれており、「河童の患いも免れた」との記述が残る[注 4]。
- 笠石（南北朝時代）：下部を地中に埋め込む埋込式の笠塔婆で、塔身高112cm、塔身幅15cm、笠幅65cm。空海の笠が雨引山から風に飛ばされてこの石に掛かったと伝わる。塔身の上部に阿弥陀如来座像が半肉彫され、その形態から、南北朝時代のものと推定される。通常は、宝珠が笠の上に飾られるが、塔身の上端を尖らせ笠を突きやぶる特異な形態で、笠も、ほぼ自然石のままの特異な形状で、軒などの加工は施されていない。これは笠塔婆が、木製から石製に置き換えられた原初形態の可能性が考えられ、全国的に見ても非常に貴重である[注 4]。
- 鋒立て岩・経文岩：鋒立て岩は、丹生都比売神が鋒を立てたと伝わる岩。元は現在よりも大きかったが、道路工事の際に切断され現在の形状となった。鋒の御跡岩ともいわれ、紀伊続風土記に「榊山の南 権兵衛坂といふにあり 丹生都姫尊天野へ御通ひの印石といふ岩に鋒の跡あり」と記されている。経文岩は、経文が書かれた岩を意味すると考えられるが、岩に文字が刻まれた痕跡が確認できていない[注 4]。
- 涙岩：かつてこの谷を流れる清水は、どんな日照りでも涸れず、人々の渇きをいやし田畑を潤してきた。 そのため、いつの頃からか村人はこの岩を涙岩と呼び、岩をつたって流れ落ちる水を拝水と呼ぶようになったと伝わる[注 4]。
- 頰切地蔵（鎌倉 時代初期）：一重塔を自然石から造り出し、北正面 に金剛界大日如来、東側面に釈迦如来、 西側面に阿弥陀如来を半肉彫し、南背面は 自然石のままである。仏像の立体的形態や、笠の形態から鎌倉時代初期と推定される。大日如来の頬の割れ目が傷のように見え、首から上の病に御利益があるとされ、頰切地蔵と呼ばれるようになったと伝わる[注 4]。
- まっとう岩：見上げるほどの巨石である。この周辺が杉林となる前までは、遠く紀の川の対岸からも見えたため、天野の丹生都比売神社を目指す参詣者の目印となったと伝わる。「まっとう」の語源は不詳であるが、目印という意味で「的」を意味するとも考えられている[注 4]。
- 丹生都比売神社：丹生都比売神の鎮座地とされる。空海が金剛峯寺を建立するにあたって丹生都比売神社が神領を寄進したと伝わり、古くより高野山と深い関係にある。かつて高野山参詣前に、まず丹生都比売神社に参詣する習わしがあった。

## 世界遺産
2016年（平成28年）に、ユネスコの世界遺産『紀伊山地の霊場と参詣道』を構成する「高野参詣道」の構成資産の一部として、丹生酒殿神社を含め「三谷坂」が追加登録されている。
ただし、前述したように三谷坂の前半は地域住民の生活道でもあるため舗装されており、笠松峠付近は県道により途絶えていることから、こうした区間は登録範囲から除外されている。但し、舗装箇所の一部は道として遺構の形状に何らかの改変が加えられつつも軽微で復元可能であり、路肩の土手の流出崩壊防止措置を担っているとして登録対象となっている区間もある。

## 問題

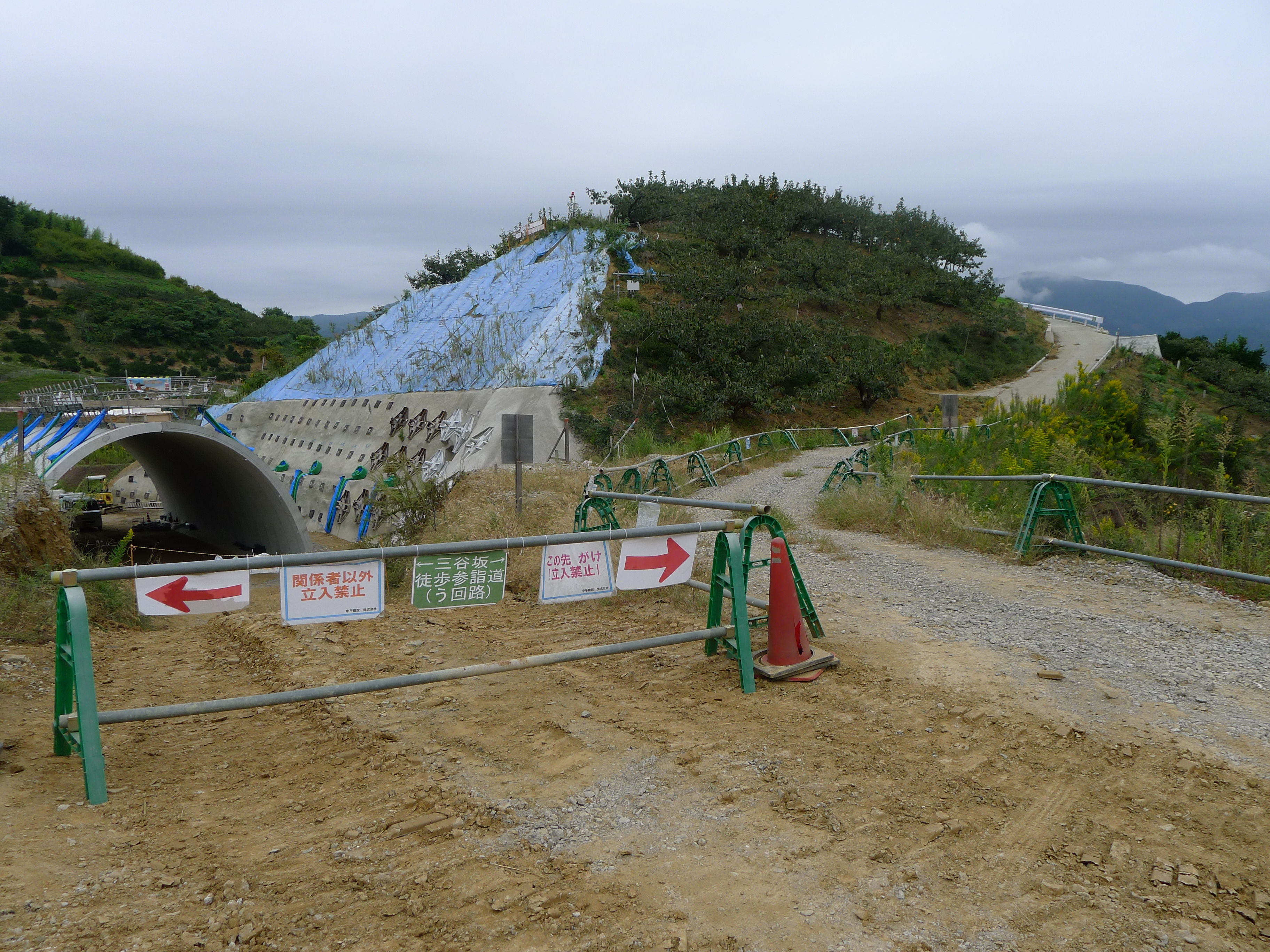
三谷坂の一部開削した工事

三谷坂を横切るように新たな道路とトンネルが建設され三谷坂の一部区間が開削されたが、新道のトンネル開通後に上部を埋め戻し古道を復原した。